# Sportovec roku 1962

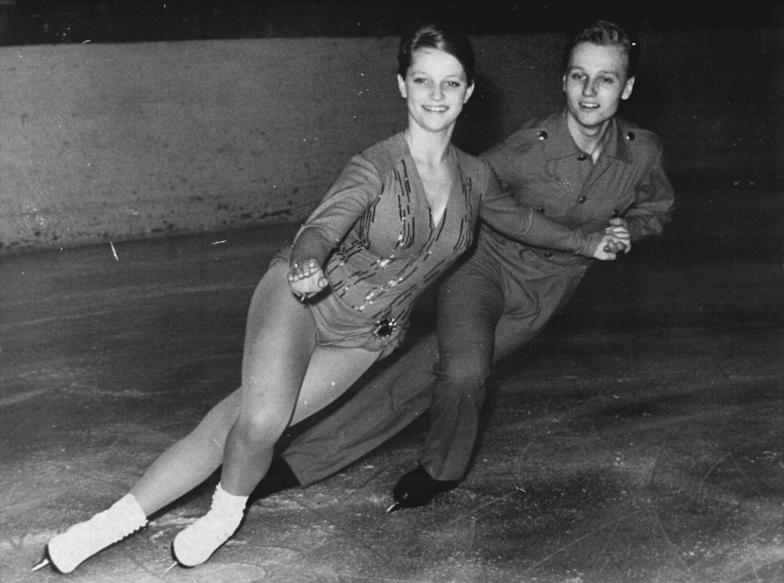
Eva a Pavel Romanovi

Sportovec roku 1962 byl čtvrtý ročník ankety sportovních novinářů o nejlepšího sportovce Československa. Vítězem se stali krasobruslaři Eva a Pavel Romanovi. Bylo to poprvé v historii ankety, kdy zvítězila sportovní dvojice. Sourozenci Romanovi toho roku přivezli zlato z mistrovství světa, ze soutěže v tancích na ledě. V družstvech zvítězila fotbalová reprezentace, která přivezla stříbro z mistrovství světa v Chile.

## První desítka jednotlivci
1. Eva a Pavel Romanovi (krasobruslení)
2. Věra Čáslavská (sportovní gymnastika)
3. Josef Masopust (fotbal)
4. Věra Sluková (tenis)
5. Viliam Schrojf (fotbal)
6. Eva Bosáková (sportovní gymnastika)
7. Rudolf Tomášek (atletika)
8. Alena Kvasilová–Postlová (veslování)
9. Marta Stančíková a Dagmar Kuldová (parašutismus)
10. Pavel Kantorek (atletika)

## První trojka družstva
1. fotbalisté Československa
2. motocyklový Trophy team z Šestidenní
3. volejbalisté Československa